# Aligia oculea
Aligia oculea är en insektsart som beskrevs av Ball 1901. Aligia oculea ingår i släktet Aligia och familjen dvärgstritar. Inga underarter finns listade i Catalogue of Life.